# Matomo

Logo von Piwik (bis 2017)

Matomo ist eine weitverbreitete Open-Source-Webanalytik-Plattform und konkurriert mit Google Analytics.
Die Webanwendung Matomo kann in der Cloud des Anbieters sowie auf einem eigenen Server betrieben werden. Bei der Speicherung datenschutzrechtlich sensibler Logdaten kann die Variante mit eigenem Server mehr Nutzerprivatsphäre gewährleisten, da die Daten nicht automatisch mit Dritten geteilt werden. Aufgrund der Option des Selbst-Hostens und der Anpassungsmöglichkeiten wird Matomo häufig auch eingesetzt, um nutzerseitige Ad- und Tracking-Blocker zu umgehen.
In Deutschland ist Matomo nach Google Analytics das meistverwendete Webanalytik-Werkzeug und hat hier einen Marktanteil von 16,6 Prozent. Das Open-Source-Tool ermöglicht genaue Analysen der Gesamtperformance und des Nutzerverhaltens. Jede Customer-Journey wird 1:1 aufgezeichnet, so dass die Bewegungsdaten eines jeden Besuchers bis auf die Personenebene betrachtet werden können. Auch ein individuelles Customer-Tracking ist umsetzbar, mit dem jede Interaktion eines Besuchers nachvollzogen werden kann. Während Google Analytics auf maximal zehn Millionen Aktionen pro Monat limitiert ist, werden bei Matomo für die Auswertung alle Daten herangezogen. Außerdem existieren keine Speicherlimits, denn Matomo begrenzt die Anzahl der Websites pro Account nicht.

## Geschichte
Am 9. Januar 2018 benannte sich Piwik in Matomo um. Seit der Veröffentlichung der Version 0.1 am 6. März 2008 wurde Piwik gut 3,4 Millionen Mal heruntergeladen (Stand: Januar 2018). Matomo wird von zahlreichen großen Seiten wie bund.de oder SourceForge genutzt. Piwik war bis Ende 2012 die offizielle Webstatistiksoftware für Projekte auf SourceForge.
Mit Erscheinen der Piwik-Version 2.16.0 Anfang Februar 2016 gibt es Matomo auch mit Langzeitunterstützung. Entsprechende Versionen werden lediglich hinsichtlich kritischer Softwarefehler, vornehmlich bezüglich der Softwaresicherheit, gepflegt und erhalten keine neuen Funktionen.
Am 17. Februar 2020 veröffentlichte Matomo ein WordPress-Plugin namens Matomo Analytics, das es WordPress-Benutzern möglich macht, die Open-Source-Analyseplattform direkt in der WordPress-Installation zu hosten. Mit dem MatomoCamp fand 2021 die erste Matomo-Konferenz statt.

## Funktionen
Der Funktionsumfang umfasst:
- Statistik über Seitenabrufe auf Tageszeiträume kumuliert und als Echtzeitlog
- Unique Visits mit third party cookies
- Besucheranalyse (Herkunftsländer, Browser, Betriebssystem)
- Referreranalyse
- Zieldefinition
- Mandantenfähigkeit für mehrere Websites
- Kampagnen- und Zieltracking für den E-Commerce
- Anonymisierung der IP-Adresse zum Datenschutz (optional)[18]
- Clients für Android und iOS

Zusätzlich kann über den Menüpunkt Datenbanken die Speicherung von alten Logs manuell reguliert werden; damit kann man festlegen, wie lange Matomo Daten speichern soll. Zudem wird eine Opt-out-Funktion angeboten, diese ermöglicht es dem User, das Tracking zu deaktivieren.

## Technik
Matomo ist in PHP geschrieben und nutzt eine MySQL-Datenbank. Die Besucherzählung erfolgt mit JavaScript oder Zählpixel, über eine API oder eine Logdateianalyse.
Serverseitig werden die Bibliotheken Zend Framework, PEAR und Twig als Template-Engine (vor Version 2.0 Smarty), clientseitig jQuery und jqPlot genutzt.
Die Logdaten werden nicht-relational gespeichert und regelmäßig, bei großen Instanzen per cron, auf Tageszeiträume aggregiert und per „staging“ integriert. Diese Archivdaten werden je Monat in einzelnen Tabellen abgelegt.
Die grafische Benutzeroberfläche (GUI) ist webbasiert, Graphen werden ab Version 1.5 mit Canvaselementen dargestellt. Alle Kennzahlen können auch mit einer REST-API abgefragt werden. Zusätzlich können über eine REST API alle Daten in den Formaten CSV, XML und JSON abgefragt und die Software gesteuert werden.
Mit der Version 1.8.2 wurden zahlreiche Überarbeitungen vorgenommen, so etwa in der Darstellung der graphischen Datenanalyse. Gleichzeitig wurden neue Funktionen hinzugefügt, etwa die Möglichkeit des Importierens und Auswertens von Webserver-Logdateien, das Anlegen benutzerdefinierter Kennzahlübersichten (englisch Dashboards) und das Anzeigen erweiterter Berichte.
Um Matomo auf dem Server zu installieren, müssen folgende Voraussetzungen erfüllt sein:
- PHP Version 7.2.5 oder aktueller (5.5.9 oder neuer für Matomo 3)
- Webserver (Apache, Nginx, IIS etc.)
- MySQL Version 5.5 und aktueller oder MariaDB
- nötige PHP-Erweiterungen (pdo und pdo_mysql)

## Name
Piwik ist eine international eingetragene Wortmarke von Matthieu Aubry.
Matomo wurde ebenfalls als eine internationale Wortmarke von Matthieu Aubry eingetragen. Die Widerspruchsfrist für die neue Wortmarke endete am 10. März 2018. Hintergrund der Umbenennung ist die Abgrenzung von Firmen, die den Namen Piwik im Namen führen und kommerziell nutzen.

## Versionen
| Legende: | Ältere Version; nicht mehr unterstützt | Ältere Version; noch unterstützt | Aktuelle Version | Aktuelle Vorabversion | Zukünftige Version |

| Zweig                                        | Version | Veröffentlichung   | Anmerkungen |  |
| -------------------------------------------- | ------- | ------------------ | --- |  |
| Piwik 0.1                                    | 0.1.1   | 6. März 2008       | Erste veröffentlichte Version |  |
| Piwik 1                                      | 1.0     | 28. August 2010    | |  |
| Piwik 2                                      | 2.0     | 17. Dezember 2013  | - minimale PHP-Version: 5.3.2 - Wechsel der „Template Engine“ von Smarty zu Twig - Einführung von „PHP namespaces“ - Migration von CSS zu LESS - Plugin Marketplace - Neues Standard-Farbschema (englisch „default theme“) Morpheus |  |
| Piwik 2                                      | 2.1     | 4. März 2014       | - Geschwindigkeitsverbesserungen - deutlich kleinerer Arbeitsspeicherverbrauch beim Archivieren der Daten |  |
| Piwik 2                                      | 2.2     | 17. April 2014     | - Event Tracking - Sicherheitsaktualisierungen |  |
| Piwik 2                                      | 2.3     | 26. Mai 2014       | |  |
| Piwik 2                                      | 2.4     | 2. Juli 2014       | - Sicherheitsaktualisierungen |  |
| Piwik 2                                      | 2.5     | 15. August 2014    | - größere API-Änderungen |  |
| Piwik 2                                      | 2.6     | 5. September 2014  | - Wechsel auf den Composer autoloader |  |
| Piwik 2                                      | 2.7     | 24. September 2014 | - User ID zum Verfolgen von eindeutig erkannten Nutzern über Gerätegrenzen hingweg |  |
| Piwik 2                                      | 2.8     | 14. Oktober 2014   | - minimale PHP-Version 5.3.3 - Änderung der Authentifizierungs-Schnittstelle - Sicherheitsaktualisierungen - vollständige Kompatibilität mit PHP 5.6 |  |
| Piwik 2                                      | 2.9     | 13. November 2014  | |  |
| Piwik 2                                      | 2.10    | 5. Januar 2015     | |  |
| Piwik 2                                      | 2.11    | 16. Februar 2015   | |  |
| Piwik 2                                      | 2.12    | 22. März 2015      | |  |
| Piwik 2                                      | 2.13    | 30. April 2015     | |  |
| Piwik 2                                      | 2.14    | 8. Juli 2015       | |  |
| Piwik 2                                      | 2.15    | 22. Oktober 2015   | - weitestgehende Kompatibilität mit PHP 7 |  |
| Piwik 2                                      | 2.16    | 4. Februar 2016    | - Erste Version mit Langzeitunterstützung (LTS) |  |
| Piwik 2                                      | 2.16.1  | 11. April 2016     | - Sicherheitsaktualisierungen |  |
| Piwik 2                                      | 2.16.2  | 3. August 2016     | - Sicherheitsaktualisierungen - Wartungsaktualisierungen - vollständige Kompatibilität mit PHP 7 |  |
| Piwik 2                                      | 2.16.3  | 2. Oktober 2016    | - Sicherheitsaktualisierungen - Wartungsaktualisierungen mit erweiterter Erkennung von sozialen Netzwerken, Suchmaschinen und „referrer spammer“ |  |
| Piwik 2                                      | 2.16.4  | 3. Oktober 2016    | - Wartungsaktualisierungen (Behebung einer Regression) |  |
| Piwik 2                                      | 2.16.5  | 4. Oktober 2016    | - Wartungsaktualisierungen (Behebung einer Regression) |  |
| Piwik 2                                      | 2.17.0  | 26. Oktober 2016   | - Wartungsaktualisierungen (Verbesserung des Marketplace-Moduls) |  |
| Piwik 2                                      | 2.17.1  | 14. November 2016  | - Wartungsaktualisierungen |  |
| Piwik 3                                      | 3.0.0   | 19. Dezember 2016  | - Neue Benutzeroberfläche, basierend auf Material Design und AngularJS 1.4 - neue minimale PHP-Version: 5.5.9 - neue minimale MySQL-Version: 5.5 - Microsoft Internet Explorer in den Versionen 8 und 9 werden nicht länger unterstützt - Passwörter werden nun mit Salt und bcrypt gehasht, das alte Verfahren mit MD5 und ohne Salt kommt nicht mehr zur Anwendung |  |
| Piwik 3                                      | 3.0.1   | 9. Januar 2017     | - Wartungsaktualisierungen |  |
| Piwik 3                                      | 3.0.2   | 2. März 2017       | - Wartungsaktualisierungen |  |
| Piwik 3                                      | 3.0.3   | 4. April 2017      | - Sicherheits- und Wartungsaktualisierungen |  |
| Piwik 3                                      | 3.0.4   | 16. Mai 2017       | - Wartungsaktualisierungen |  |
| Piwik 3                                      | 3.1.0   | 11. September 2017 | - verbesserte Auswertung der Besucher-Logs und -Profilen - verbesserte Erkennung von neuen Geräten und Browsern sowie Referrer-Spammern - Sicherheitsaktualisierung |  |
| Piwik 3                                      | 3.1.1   | 20. September 2017 | - Wartungsaktualisierungen |  |
| Piwik 3                                      | 3.2.0   | 12. Oktober 2017   | - komplett neuer Segments-Editor - neues Ecommerce-Widget - volle Kompatibilität zu PHP-Version: 7.2 |  |
| Piwik 3                                      | 3.2.1   | 5. Dezember 2017   | - Wartungsaktualisierungen |  |
| Umbenennung des Projekts von Piwik in Matomo |         |                    | |  |
| Matomo 3                                     | 3.3.0   | 12. Januar 2018    | Umbenennung des Projekts von Piwik nach Matomo, Wartungsaktualisierungen |  |
| Matomo 3                                     | 3.4.0   | 28. März 2018      | Verbesserungen des Datenexports und Opt-Out-iFrames |  |
| Matomo 3                                     | 3.5.0   | 8. Mai 2018        | - neue GDPR-Features (exportieren, löschen und anonymisieren von Daten) - Unterstützung von GeoIp2 |  |
| Matomo 3                                     | 3.5.1   | 25. Mai 2018       | Wartungsaktualisierungen |  |
| Matomo 3                                     | 3.6.0   | 28. August 2018    | Neues User-Management und Sicherheitsverbesserungen |  |
| Matomo 3                                     | 3.6.1   | 18. Oktober 2018   | Wartungsaktualisierungen |  |
| Matomo 3                                     | 3.7.0   | 19. November 2018  | - Neues Theme - ein neues Open-Source Tag-Management-System |  |
| Matomo 3                                     | 3.8.0   | 21. Januar 2019    | |  |
| Matomo 3                                     | 3.8.1   | 28. Januar 2019    | Wartungsaktualisierungen |  |
| Matomo 3                                     | 3.9.0   | 19. März 2019      | |  |
| Matomo 3                                     | 3.9.1   | 21. März 2019      | |  |
| Matomo 3                                     | 3.10.0  | 1. Juli 2019       | |  |
| Matomo 3                                     | 3.11.0  | 23. Juli 2019      | |  |
| Matomo 3                                     | 3.12.0  | 29. Oktober 2019   | - Mehrere Daten können nun innerhalb der Kalenderauswahl in Matomo verglichen werden - Segmente vergleichen |  |
| Matomo 3                                     | 3.13.0  | 27. November 2019  | |  |
| Matomo 3                                     | 3.13.1  | 16. Januar 2020    | |  |
| Matomo 3                                     | 3.13.2  | 10. Februar 2020   | |  |
| Matomo 3                                     | 3.13.3  | 24. Februar 2020   | Matomo für WordPress |  |
| Matomo 3                                     | 3.13.4  | 3. März 2020       | |  |
| Matomo 3                                     | 3.13.5  | 28. April 2020     | |  |
| Matomo 3                                     | 3.13.6  | 5. Juni 2020       | |  |
| Matomo 3                                     | 3.14.0  | 20. Juli 2020      | |  |
| Matomo 3                                     | 3.14.1  | 10. September 2020 | |  |
| Matomo 4                                     | 4.0.0   | 23. November 2020  | |  |
| Matomo 4                                     | 4.0.5   | 26. November 2020  | |  |
| Matomo 4                                     | 4.1.0   | 22. Dezember 2020  | |  |
| Matomo 4                                     | 4.1.1   | 15. Januar 2021    | |  |
| Matomo 4                                     | 4.2.0   | 22. Februar 2021   | |  |
| Matomo 4                                     | 4.2.1   | 1. März 2021       | |  |
| Matomo 4                                     | 4.3.0   | 17. Mai 2021       | |  |
| Matomo 4                                     | 4.3.1   | 26. Mai 2021       | |  |
| Matomo 4                                     | 4.4.0   | 28. Juli 2021      | |  |
| Matomo 4                                     | 4.4.1   | 2. August 2021     | |  |
| Matomo 4                                     | 4.5.0   | 7. Oktober 2021    | |  |
| Matomo 4                                     | 4.6.1   | 30. November 2021  | |  |
| Matomo 4                                     | 4.6.2   | 10. Dezember 2021  | |  |
| Matomo 4                                     | 4.7.1   | 1. Februar 2022    | |  |
| Matomo 4                                     | 4.8.0   | 8. März 2022       | |  |
| Matomo 4                                     | 4.9.0   | 13. April 2022     | |  |
| Matomo 4                                     | 4.9.1   | 26. April 2022     | |  |
| Matomo 4                                     | 4.10.0  | 16. Mai 2022       | |  |
| Matomo 4                                     | 4.11.0  | 3. August 2022     | |  |
| Matomo 4                                     | 4.12.0  | 5. Oktober 2022    | |  |
| Matomo 4                                     | 4.12.0  | 5. Oktober 2022    | |  |
| Matomo 4                                     | 4.12.2  | 19. Oktober 2022   | |  |
| Matomo 4                                     | 4.12.3  | 27. Oktober 2022   | |  |
| Matomo 4                                     | 4.13.0  | 8. Dezember 2022   | |  |
| Matomo 4                                     | 4.13.1  | 16. Januar 2023    | |  |
| Matomo 4                                     | 4.13.3  | 25. Januar 2023    | |  |
| Matomo 4                                     | 4.14.1  | 20. März 2023      | |  |
| Matomo 4                                     | 4.14.2  | 18. April 2023     | |  |
| Matomo 4                                     | 4.15.0  | 6. Juli 2023       | |  |
| Matomo 4                                     | 4.15.1  | 1. August 2023     | |  |

## Auszeichnungen
Piwik wurde im Juli 2009 von SourceForge zum Projekt des Monats gewählt. 2012 gewann die Software die New Zealand Open Source Awards in der Kategorie „Open Source Software Project“ und war 2014 unter den letzten zwei Finalisten in der Kategorie „Open Source Use in Business“.